# NGC 3347
NGC 3347 is een balkspiraalstelsel in het sterrenbeeld Luchtpomp. Het hemelobject werd op 1 mei 1834 ontdekt door de Engelse astronoom John Herschel. Het ligt in de buurt van NGC 3347A, NGC 3347B en NGC 3347C.

## Synoniemen
- ESO 376-13
- MCG -6-24-7
- PGC 31926